# Comté de Montgomery (Mississippi)
Pour les articles homonymes, voir Comté de Montgomery.
Le comté de Montgomery est situé dans l’État du Mississippi, aux États-Unis. Il comptait 12 189 habitants en 2000. Son siège est Winona.